# Rodolfo II de Hachberg-Sausenberg
Rodolfo II de Hachberg-Sausenberg (em alemão:  Rudolf II. von Hachberg-Sausenberg; 1301-1352), foi um nobre alemão pertencente à Casa de Zähringen, tendo sido Marquês de Hachberg-Sausenberg conjuntamente com o seu irmão mais novo, Otão.

## Biografia
Rodolfo era o filho do marquês Rodolfo I de Hachberg-Sausenberg e de Inês, filha herdeira de Otão de Rötteln. Pela morte do irmão mais velho, Henrique, em 1318, Rodolfo e o irmão mais novo, Otão, sucederam conjuntamente na Marca de Hachberg-Sausenberg e no senhorio de Rötteln, residindo no castelo local.
No outono de 1332, tropas da cidade Basileia sitiaram o castelo de Rötteln, porque Rodolfo esfaqueara e matara o Burgomestre da cidade, Burkhard Werner von Ramstein .
O conflito foi resolvido após a mediação da aristocracia da cidade Este obscuro episódio histórico enquadra-se nas rivalidades de 2 grupos da cidade, os Psitticher  (apoiados pelo Marqueses de Hachberg-Sausenberg) e os Sterner (apoiados pela família do Burgomestre). 

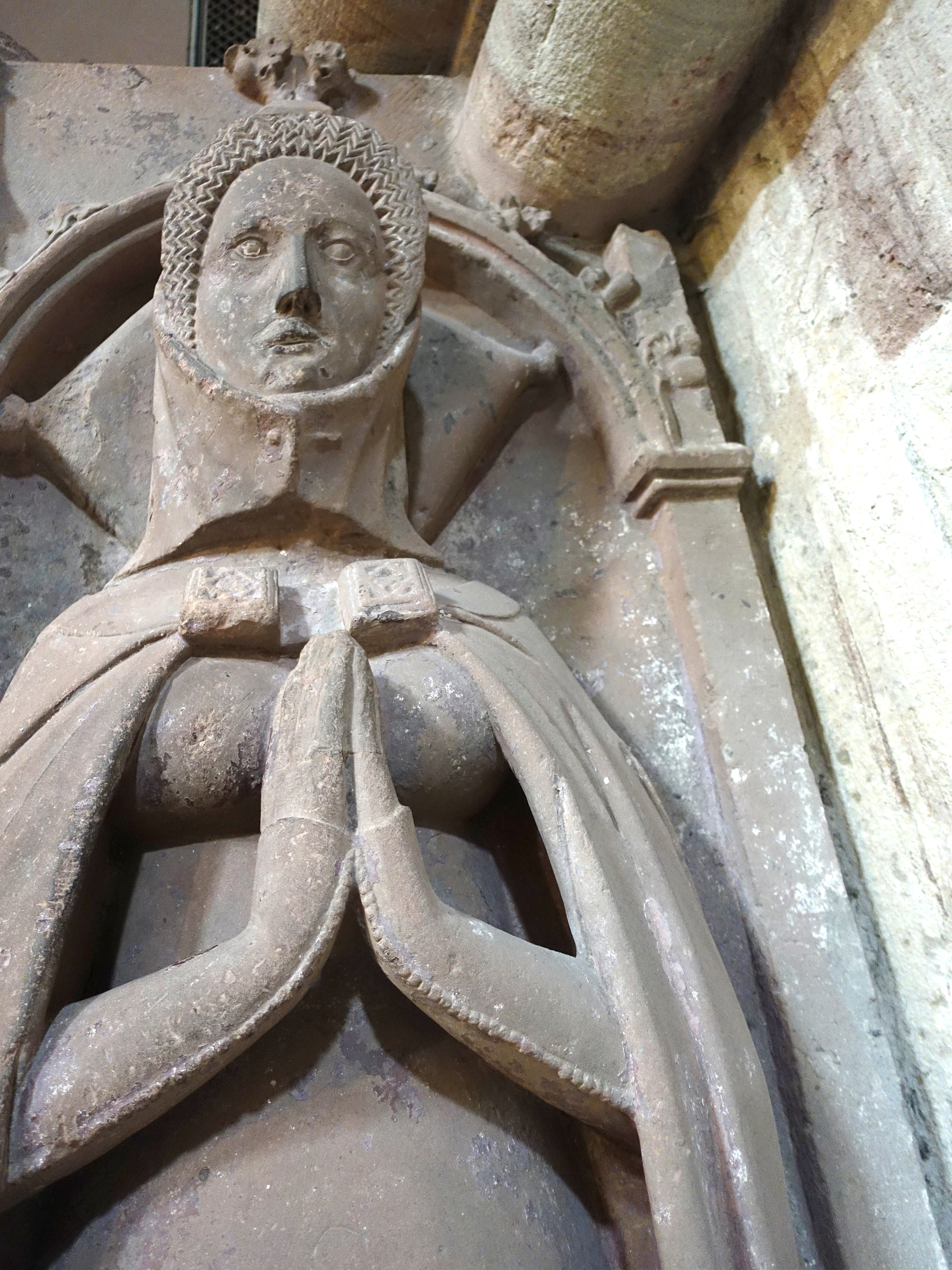
Catarina de Thierstein, mulher de Rudolfo II. Estátua tumular (gótico tardio) na Catedral de Basileia.

## Casamento e descendência
Rodolfo casou com Catarina († 1385), filha do conde Walram II de Thierstein . Deste casamento nasceram dois filhos:
- Rodolfo III (Rudolf III.) (1343–1428), que sucedeu ao pai em Hachberg-Sausenberg;
- Inês (Agnes) (†1405), que casou com Burkhard II. von Buchegg (†1365).

## Representação bibliográfica
Rodolfo é o personagem principal do romance histórico da escritora alemã Käthe Papke, "Der eiserne Markgraf von Sausenberg-Rötteln", publicado em 1928. Neste romance, Papke atribui o assassinato do Burgomestre de Basileia ao irmão de Rodolfo, Otão, que é retratado como um colérico.
Existe uma lenda popular, a da "bruxa de Binzen", onde são referidos as figuras históricas dos irmãos Rodolfo e Otão.